# Frederik Ašton
Ser Frederik Vilijam Malandejn Ašton (17. september 1904 — 18. avgust 1988) bio je britanski baletski igrač i koreograf. On je isto tako radio kao režiser i koreograf u operi, na filmu i revijama.
Odlučan da postane plesač, uprkos protivljenju svoje tradicionalne porodice srednje klase, Ašton je uspeo da bude učenik Leonida Masjana, i kasnije Marije Rambert. Godine 1926. Rambert ga je ohrabrio da se okuša u koreografiji, te iako je nastavio da profesionalno pleše, sa uspehom, on je postao poznat kao koreograf.
Ašton je bila glavni koreograf Ninete de Valua, od 1935. do njenog odlaska u penziju 1963. godine, u kompaniji koja je kasnije postala poznata pod nazivima Vik-Velsov balet, Sadlerov Velsov balet i Kraljevski balet. On je nasledio de Valuo na mestu direktora kompanije, a služio je u toj funkciji sve do vlastitog penzionisanja 1970. godine.
Široko su priznate Aštonove zasluge za stvaranje specifičnog engleskog žanra baleta. Među njegovim najpoznatijim delima su Fasada (1931), Simfonijske varijacije (1946), Pepeljuga (1948), La fille mal gardée (1960), Monotoni I i II (1965), Varijacije enigme (1968) i balet dugometražnog filma The Priče Beatriks Poter (1970).

## Život i karijera

### Rane godine
Ašton je rođen u Gvajakilu u Ekvadoru, kao četvrto od petoro dece Džordža Aštona (1864–1924) i njegove druge žene, Džordžine (1869–1939), devojački Falčer. Džordž Ašton je bio manager Centralno i južno američke kablovske kompanije i vicekonzul pri Britanskoj ambasadi u Gvajakilu.
Godine 1907, porodica se preselila u Limu u Peruu, gde je Ašton pohađao dominikansku školu. Kada su se 1914. vratili u Gvajakil, on je pohađao školu za decu iz engleske kolonije. Jedan od njegovih formativnih uticaja bilo služenje kao oltarski dečak rimokatoličkog nadbiskupa, što je u njemu nadahnulo ljubav prema ritualu. Jedan, još snažniji uticaj izvršila je predstava u kojoj je plesala Ana Pavlova 1917. godine. Nakon tog iskustva je rešio da postane plesač.
Ples nije bio prihvatljiva karijera za konvencionalnu englesku porodicu u to vreme. Kasnije se Ašton prisećao: „Moj otac je bio prestravljen. Možete samo da zamislite stav srednje klase. Moja majka bi rekla: 'On želi da izađe na binu.' Ona nije mogla da prisili sebe da pomene balet.” Aštonov otac ga je poslao 1919. godine u Englesku u Dover koledž, gde je bio mizeran. Homoseksualac, i sa izrazito španskim naglaskom koji su ismejali njegovi drugovi iz razreda, nije se uklapao u osrednju javnu školu ranih 1920-ih.
On nije bio akademski naklonjen, te je njegov otac odlučio da bi nakon napuštanja škole 1921. godine Ašton trebalo da se pridruži komercijalnoj kompaniji. On je radio za uvozno-izvoznu firmu u gradu Londonu, gde mu je njegova sposobnost da govori španski i francuski, pored engleskog jezika davala prednost. U januaru 1924. Džordž Ašton je izvršio samoubistvo. Njegova udovica je postala finansijski zavisna od svojih starijih sinova, koji su vodili uspešan posao u Gvajakilu. Ona se preselila u London da bi bila sa Aštonom i njegovom mlađom sestrom Edit.

## Koreografija
Ašton je kreirao više od osamdeset baleta. U njegovom Ko je ko unosu, identifikovani su sledeći radovi:

### 1920-te
- (muzika Judžina Gusensa, kompozicija Ernesta Ervinga) (1926)
- za produkciju opere Vilinska kraljica Perselovog operskog društva: (po muzici Henrija Persela) (1927)
- (muzika Frica Krajslera) (1927)
- (muzika Volfgang Amadeusa Mocarta) (1927)
- (Artelova muzika) (1927)
- (muzika Volfgang Amadeusa Mocarta) (1928)
- (muzika Kristofa Vilibalda Gluka) (1928)
- -{Razni plesovi za Jew Süss (slučajna muzika koju je priredio Konstant Lambert) (1929)

### 1930-te
- (muzika Pitera Voloke) (1930)
- (muzika Konstanta Lamberta) (1930)
- (muzika Gavina Gordona) (1931)
- (muzika Lea Delibesa) (1931)
- (muzika Vilijama Voltona) (1931)
- ' (muzika Jana Sibelijusa) (1931)
- (muzika Lorda Bernersa) (1932)
- (muzika Fransisa Pulanka) (1933)
- (muzika Danijela Obera, u aranžmanu Konstanta Lamberta) (1933)
- (muzika Morisa Ravela) (1933)
- (muzika Franca Lista) (1934)
- (muzika Igora Stravinskog)  (1935)
- (muzika Franca Lista, u aranžmanu Konstanta Lamberta i orkerstraciji Gordona Jakoba) (1936)
- (muzika Frederika Deliusa) (1936)
- (muzika Đakoma Mejerbira, u aranžmanu Konstanta Lamberta) (1937 )
- (muzika Lorda Bernersa) (1937)
- (muzika Konstanta Lamberta) (1938)
- (muzika Lenoksa Berklija) (1938)
- (muzika Lord Berners) (1939)

### 1940-te
- (muzika Franca Lista, u orkestraciji Konstanta Lamberta) (1940)
- (muzika J S Baha, orkestracija Vilijama Voltona), (1940)
- (muzika Franca Šuberta) (1941)
- (muzika Vilijama Valtona) (1943)
- (muzika Sezara Franka) (1946)
- (muzika Lorda Bernersa, orkestracija Roja Daglasa) (1946)
- razni plesovi za operu Vilenska kraljica u produkciji Kraljevske opere (muzika Henrija Persela, u aranžmanu Konstanta Lamberta) (1946)
- (muzika Morisa Ravela) (1947)
- (muzika Igora Stravinskog) (1948)
- (muzika Ričarda Štausa) (1948)
- -{Pepeljuga (muzika Sergeja Prokofjeva) (1948)
- (muzika Bendžamina Britna, orkestracija Artura Oldhama) (1949)

### 1950-te
- (muzika Bendžamina Britena) (1950)
- (muzika Morisa Ravela) (1951), kreirano za Margo Fontejn i Majkla Somes
- (muzika Konstanta Lamberta) (1951)
- (muzika Lea Deliba) (1952)
- (muzika Arnolda Baksa) (1952)
- (muzika Malkolma Arnolda) (1953)
- (muzika Alana Rostorna) (1955)
- (muzika Sergeja Prokofijeva) (1955)
- (muzika Malkolma Arnolda) (1955)
- (muzika Pola Dukasa) (1956)
- (muzika Aleksandra Glazunova, u aranžmanu Roberta Irvinga) (1956)
- (muzika Hansa Vernera Henze) (1958), kreirana za Dejm Margot Fontejn
- (muzika Morisa Ravela) (1958)

### 1960-te
- (muzika Ferdinanda Herolda - Džona Lančberija  (1960)
- (muzika Igor Stravinskog) (1961)
- (muzika Andre Mesaža, u aranžmanu Džona Lanhberija) (1961)
- (muzika Franca Lista, orkestracija Hamfrija Serla) 1963). Solisti: Margot Fontejn i Rudolf Nurejev
- po uzoru na Šekspirovo delo San letnje noći (muzika Feliks Mendelson, deo muzike u aranžmanu Džona Lančberija) (1964)
- (muzika Erika Setija, orkestracija Kloda Debisija) (1965)
- (muzika Ričarda Rodnija Beneta) (1968)
- (muzika Edvarda Elgara) (1968)

### 1970-te
- (Prometejova stvorenja) (muzika Ludviga van Betovena) (1970)
- (muzika Gerarda Mejsona) (1970)
- (muzika Frederika Delijusa) (1972)
- (muzika Johanesa Bramsa) (1976) (prošireno iz Bramsovog valcera, 1975)
- (muzika Frederika Šopena, aranžman Džona Lančberija) (1976)
- (muzika Johana Štrausa Mlađeg) (1977)

### 1980-te
- (muzika Sergeja Rahmanjinova) (1980)
- (muzika Đoakina Rosinija) (1982)
- (muzika Žaka Ofenbaha) (1985)

## Literatura
- Anderson, Zoë (2006). The Royal Ballet – 75 years. London: Faber and Faber. ISBN 0571227953.
- Dominic, Zoë; John Selwyn Gilbert (1971). Frederick Ashton: a choreographer and his ballets. London: Harrap. ISBN 024550351X.
- Ford, Boris (1992). Modern Britain. Cambridge: Cambridge University Press. ISBN 0521428890.
- Franchi, Cristina (2004). Frederick Ashton – Founder Choreographer of the Royal Ballet. Royal Opera House heritage series. London: Oberon. ISBN 1840024615.
- Greskovic, Robert (2002). Ballet 101. London: Turnaround. ISBN 0786881550.
- Haltrecht, Montague (1975). The Quiet Showman: Sir David Webster and the Royal Opera House. London: Collins. ISBN 0002111632.
- Jacobs, Laura A (2006). Landscape with Moving Figures – A Decade on Dance. New York: Dance & Movement Press. ISBN 1597910015.
- Jordan, Stephanie; Grau, Andrée, ур. (1996). Following Sir Fred's Steps: Ashton's Legacy. London: Dance Books. ISBN 1852730471. Архивирано из оригинала 14. 2. 2006. г.
- Kaplan, Fred (1999). Gore Vidal : a biography. New York: Doubleday. ISBN 0385477031.
- Parry, Jann (2010). Different Drummer – The Life of Kenneth MacMillan. London: Faber and Faber. ISBN 978-0571243037.
- Vaughan, David (1999). Frederick Ashton and his Ballets (second изд.). London: Dance Books. ISBN 1852730625.
- Morris, Geraldine. A Network of Styles: Discovering the Choreographed Movement of Frederick Ashton. Guildford: University of Surrey. OCLC 53605132.